# Зеленівська сільська рада (Веселинівський район)
Зеле́нівська сільська́ ра́да — колишній орган місцевого самоврядування в Веселинівському районі Миколаївської області. Адміністративний центр — село Зелене.

## Загальні відомості
- Зеленівська сільська рада утворена 21 жовтня 1985 року.
- Територія ради: 2,615 км²
- Населення ради: 767 осіб (станом на 2001 рік)

## Населені пункти
Сільській раді були підпорядковані населені пункти:
- с. Зелене
- с. Колосівка
- с. Кутузівка
- с. Улянове

## Склад ради
Рада складалася з 16 депутатів та голови.
- Голова ради: Лосик Світлана Василівна
- Секретар ради: Чебан Олена Григорівна

### Керівний склад попередніх скликань
| ПІБ                      | Основні відомості                                                         | Дата обрання | Дата звільнення |
| ------------------------ | ------------------------------------------------------------------------- | ------------ | --------------- |
| Лосик Світлана Василівна | Сільський голова, 1971 року народження, освіта вища, позапартійна         | 26.03.2006   | 31.10.2010      |
| Лосик Світлана Василівна | Сільський голова, 1971 року народження, освіта вища, член Партії регіонів | 31.10.2010   |                 |

Примітка: таблиця складена за даними сайту Верховної Ради України